# 100 f.Kr.
| 100 f.Kr.          |
| ------------------ |
| Dødsfald - Fødsler |
|                    |

## Født
- 12. eller 13. juli – Gajus Julius Cæsar, romersk diktator

## Dødsfald
- Lucius Appulejus Saturninus – romersk demagog og oprører (myrdet)

| År | Spire Denne artikel om et år, årti, århundrede eller årtusinde er en spire som bør udbygges. Du er velkommen til at hjælpe Wikipedia ved at udvide den. |